# 桜井春名
桜井 春名（さくらい はるな、1992年3月12日 - ）は、日本の女性声優。尾木プロ THE NEXT所属。広島県出身。

## 略歴
テレビアニメ『犬夜叉』の日暮かごめの演技に感銘を受けて声の仕事に興味を持つ。その後、調べていくうちに女性が少年役を演じていることを知り「演じるキャラクターに限界のない声優って凄いなあ!!」と思ったのがきっかけで声優を目指した。
アミューズメントメディア総合学院声優タレント学科卒業。

## 人物
方言は広島弁。趣味はフルート、ピアノ弾き語り。特技は絶対音感、マーチング。

## 出演
太字はメインキャラクター。

### テレビアニメ
2014年
- 怪盗ジョーカー（2014年 - 2016年、白井モモ、おモモ） - 4シリーズ
- ドラゴンコレクション（炎龍ヒロ）

2016年
- 夏目友人帳 シリーズ（2016年 - 2017年、三野〈娘〉、小妖怪） - 2シリーズ
- ベイブレードバースト（2016年 - 2017年、黒神ソウタ） - 2シリーズ

2017年
- うらら迷路帖（お客）
- こちら葛飾区亀有公園前派出所（御家人たち）
- TSUKIPRO THE ANIMATION（2017年 - 2021年、女子A、居酒屋店員、女性アナウンサー、翼〈幼少〉、他） - 2シリーズ

2018年
- 伊藤潤二『コレクション』（女子）
- ゾイドワイルド（子供たち）

2020年
- トミカ絆合体 アースグランナー（2020年 - 2021年、駆動クウガ、テツママ、テツ子）
- アルテ（アンジェロの姉妹）

2021年
- シャドウバース（女の子）
- 王様ランキング（幼少ダイダ）

2022年
- アイドリッシュセブン Third BEAT!（女性B）

2023年
- 実は俺、最強でした?（女神）

2025年
- 妃教育から逃げたい私（デイルの息子〈三男〉）

### OVA
- 新テニスの王子様OVA vs Genius10（三津谷あくと幼少期）
- エリートジャック!!（女子高生）

### ゲーム
2015年
- ウチの姫さまがいちばんカワイイ（空遊姫 アンジュ・ミユフィー）
- ザクセスヘブン（マレッタ）
- 新テニスの王子様 Go to the top（女子中学生）

2016年
- アドヴェントガール（陸遜）
- あんさんぶるガールズ!!（早川きこ）

2021年
- ウマ娘 プリティーダービー

2023年
- ヘブンバーンズレッド（斡旋屋）

### ボイスコミック
- オンラインの羊たち（2019年、クラスメイト、受付[17]）

### ラジオ
- ラジオ大阪「Vステゾーンジングル」
- ラジオ関西「ブリッジナビゲーター」
- ラジオ大阪「岩田光央・鈴村健一 スウィートイグニッション」
- ラジオ関西「集まれ昌鹿野編集部」コーナー出演（MASAKANO Photoshop〜言葉のエレメンツ）

### 朗読
- 2011年 大阪市市民局HP「わたし、ななちゃんでーす」

### 舞台
- 2011年
  - 劇団しし座第71回公演「窓際のスフィンクス」

### シリーズ一覧
1. ↑  シーズン1（2014年 - 2015年）、シーズン2（2015年）、シーズン3（2016年）、シーズン4（2016年）
2. ↑  第5期『伍』（2016年）、第6期『陸』（2017年）
3. ↑  第1期（2016年 - 2017年）、第2期『神（ゴッド）』（2017年）
4. ↑  第1期（2017年）、第2期『2』（2021年）